# Великий Врх (Шмартно-об-Пакі)
Великий Врх (словен. Veliki Vrh) — поселення в общині Шмартно-об-Пакі, Савинський регіон, Словенія. Висота над рівнем моря: 523,2 м.